# 佩吉·阿什克羅福特
伊迪絲·瑪格麗特·艾蜜莉·「佩吉」·阿什克羅福特女爵士，DBE（1907年12月22日—1991年6月14日）英國演員。